# Зранко Дмитро Олексійович
Дмитро́ Олексі́йович Зранко (25 січня 1984 — 29 серпня 2014) — старший солдат Збройних сил України; учасник російсько-української війни.

## Життєпис
Народився 1984 року в місті Кривий Ріг. Закінчив криворізьку ЗОШ№ 103. Одружився, займався улюбленою справою, збудував кар'єру. Мріяв бути архітектором-проєктувальником, навчався на будівельному факультеті КНУ, став інженером, працював у Дніпроцивільпроєкті. Створював проєкти пам'ятників.
Мобілізований у першій хвилі. Старший солдат; служив у 25-й бригаді ДШВ, згодом його перевели в 93-ю бригаду, служив у Луганській та Донецькій областях.
Зник безвісти під Іловайськом під час прориву з оточення, на перехресті доріг з села Побєда до Новокатеринівки (Старобешівський район) поруч зі ставком.
За даними Книги пам'яті, ідентифікований за експертизою ДНК серед загиблих, похованих на Краснопільському кладовищі під Дніпропетровськом. Похований у місті Дніпро, Краснопільське кладовище, ділянка № 79.
Без Дмитра лишилися мама Олена Дмитрівна і донька 2003 р.н.

## Нагороди та вшанування
За особисту мужність і героїзм, виявлені у захисті державного суверенітету та територіальної цілісності України, вірність військовій присязі під час російсько-української війни, відзначений — нагороджений
- 16 січня 2016 року — орденом «За мужність» III ступеня (посмертно)[1]
- Його портрет розміщений на меморіалі «Стіна пам'яті полеглих за Україну» в Києві: секція 3, ряд 6, місце 34
- Вшановується 29 серпня на щоденному ранковому церемоніалі вшанування українських захисників, які загинули цього дня в різні роки внаслідок російської збройної агресії[2]
- у грудні 2023 року у криворізькій ЗОШ № 103 Дмитрові Зранку встановлено меморіальну дошку[3]